# Zaklada Konrad Adenauer
Zaklada Konrad Adenauer je njemačka politička zaklada usko povezana s njemačkom političkom strankom Kršćansko-demokratskom unijom, CDU. Zauzima se za mir, slobodu i pravednost na nacionalnom i međunarodnom planu. Svoj rad provodi kroz niz ureda diljem svijeta koji su provode više od 200 projekata u preko 120 država. Prema tipološkoj podjeli Europskog fondacijskog centra (EFC) pripada kategoriji nezavisnih zaklada. Proizašla je iz „Društva za kršćansko – demokratsku naobrazbu“  koje je utemeljeno 1956.godine. Sada nosi ime prvog njemačkog saveznog kancelara Konrada Adenauera. Njegova načela su nit vodilja, zadatak i obveza Zaklade. Sjedište je u Sankt Augustinu pokraj Bonna. Godine 1998. u Berlinu je otvoren novi centar za održavanje različitih skupova.
Zaklada Konrad Adenauer ima vlastite urede u otprilike 70 zemalja na pet kontinenata. Zaposlenici u inozemstvu mogu iz prve ruke na licu mjesta izvještavati o aktualnim događajima i dugoročnom razvoju u vlastitoj zemlji. U „lokalnim izvještajima iz zemalja“ korisnicima internetske stranice Zaklade Konrad Adenauer ekskluzivno nude analize, informacije u pozadini i procjene.

## Akademija Zaklade Konrad Adenauer
Akademija Zaklade Konrad Adenauer sa sjedištem u Berlinu forum je za dijalog o pitanjima bitnima za budućnost, i to iz područja politike, gospodarstva, društva i znanosti. Godišnje na cca 3500 skupova i kongresa Zaklade Konrad Adenauer samo se u Njemačkoj okupi oko 150.000 sudionika. 

## Stipendiranje
Natprosječno nadarenim mladim ljudima, ne samo iz Njemačke nego i iz srednje i istočne Europe kao i zemalja u razvoju, pruža financijsku potporu. Preduvjeti su društveni angažman, zanimanje za politiku i otvorenost za kršćansko-demokratske vrijednosti. Stipendisti su njemački studenti i akademski obrazovani građani svih usmjerenja kao i akademski obrazovani pojedinci iz inozemstva. Ciljevi Potpore za nadarene Zaklade Konrad Adenauer su otkrivanje talenata, potpora za nadarene i njihovo pripremanje za preuzimanje odgovornosti u politici i gospodarstvu, znanosti i medijima, kulturi i udrugama. U međuvremenu Zaklada ima više od 5500 bivših stipendista.
U sklopu Zaklade je i Arhiv za kršćansko-demokratsku politiku koji u službi znanosti i političkog obrazovanja osigurava, otkriva i uređuje povijesne izvore kršćanske demokracije. Na raspolaganju je i opsežan dokumentacijski materijal iz tiska. Specijalizirana knjižnica s više od 140.000 naslova i časopisa nudi prije svega literaturu iz područja kršćanske demokracije.

## Naziv zaklade

### Konrad Adenauer( 1876. – 1967.)
Rođen je 1876.g. Imao je fascinantnu političku karijeru. 1917.g. izabran je za gradonačelnika Kölna, a nakon 1933. nacionalsocijalisti su ga smijenili i proganjali. U 73. godini života Konrad Adenauer je postao 1949. godine prvi kancelar Savezne Republike Njemačke, a ponovno je biran 1953., 1957. i 1961. godine. Njegov doprinos obnovi poslijeratne Njemačke, jačanju demokracije i integracije Savezne Republike Njemačke u zajednicu slobodnih država od povijesne je važnosti. Njegovo ime također je usko povezano s europskim ujedinjenjem i njemačko-francuskim pomirenjem. Konrad Adenauer je sudjelovao u stvaranju Kršćansko-demokratske unije Njemačke (CDU) i znantno je utjecao na razvoj te stranke. Duhovni i politički korijeni te stranke nalaze se u kršćanskom i humanistički motiviranom otporu prema svakom obliku diktature, u kršćansko-socijalnoj etici i u liberalnoj tradiciji europskog prosvjetiteljstva. Vrijednosna načela i političke odluke koje su obilježile život i djelo Konrada Adenauera zadatak su i obveza za Zakladu koja nosi njegovo ime.

## Ured u Zagrebu
Ured Zaklade Konrad Adenauer u Zagrebu želi doprinijeti jačanju demokratskih struktura u hrvatskom društvu i politici te unapređivanju načela pravne države i socijalnog tržišnog gospodarstva.
Konkretna težišta aktivnosti u Hrvatskoj su:

- suradnja s hrvatskim demokršćanskim strankama;
- jačanje medija u njihovoj funkciji 4. sile u demokratskom društvu;
- integracija Hrvatske u europske i transatlantske strukture;
- promicanje razvoja na lokalnoj razini prema standardima Europske unije;
- gospodarska politika orijentirana na malo i srednje poduzetništvo u okviru socijalnog tržišnog gospodarstva.

### Partneri

#### Zaklada hrvatskog državnog zavjeta (ZHDZ)
Zaklada hrvatskog državnog zavjeta utemeljena je u listopadu 1995., a počela je s radom u travnju 1996. Kao takva prva je politička zaklada u Hrvatskoj. Misija Zaklade je postati centar izvrsnosti za političko obrazovanje i političko savjetovanje, djelujući na demokršćanskim temeljima, a kako se politička doktrina kršćanske demokracije uvelike oslanja na kršćansko-socijalni nauk u središtu doktrine je čovjek-osoba i njegovo dostojanstvo. Cilj Zaklade je dati svoj doprinos jačanju političke kulture, kulture dijaloga, odnosno podržavanje izgradnje i nadogradnje demokratskog društva i pravne države te socijalno tržišnog gospodarstva kako bi se demokracija učvrstila, a smisao demokracije je dostojanstvo čovjeka i sloboda.

#### Zagrebačka inicijativa
Skupina ekonomista i novinara odlučila je oživjeti klub Zagrebačka inicijativa, koji je osnovan, početkom ovog stoljeća, a potaknut promišljanjima o strategiji socijalno održivog ekonomskog i sveukupnog razvitka Hrvatske.

#### Institut dr. Jože Pučnika
Jože Pučnik Institut (IJP) osnovan je 2006. godine kao „think – tank“  od znanstvenika, političara te stručnjaka iz različitih područja s ciljem jačanja političke kulture u Sloveniji. Sa svojim aktivnostima IJP želi ohrabriti i podržati slobodnu razmjenu mišljenja o aktualnim pitanjima u društvu koja su važna za razvoj demokratske misli.

#### Hrvatska udruga menadžera sigurnosti (HUMS)
Udruga je osnovana 19. ožujka 2007. godine u Zagrebu. U udrugu su učlanjene osobe koje profesionalno upravljaju procesima sigurnosti u javnom i privatnom sektoru sigurnosti. Hrvatska udruga menadžera sigurnosti (HUMS) dobrovoljna je i strukovna organizacija čiju filozofiju i društveni status određuju nezavisni, nestranački i nevladin karakter, neprofitna djelatnost i strukovna solidarnost.

## Vanjske poveznice
- Službena stranica Zaklade Konrad Adenauer - Njemačka
- Službena stranica Zaklade Konrad Adenauer - Ured u zagrebu  Arhivirana inačica izvorne stranice od 18. veljače 2015. (Wayback Machine)